# Elfriede Eilers
Elfriede Eilers (* 17. Januar 1921 in Bielefeld; † 4. Juni 2016 ebenda) war eine deutsche Politikerin der SPD.

## Leben und Beruf
Eilers, die evangelischen Glaubens war, machte nach dem Besuch der Realschule zunächst eine kaufmännische Lehre. Daran anschließend arbeitete sie ab 1941 als Buchhalterin bei den Stadtwerken Bielefeld. Von 1950 bis 1952 absolvierte sie eine Ausbildung als Wohlfahrtspflegerin am Seminar für Sozialberufe in Mannheim, der Wohlfahrtsschule der Arbeiterwohlfahrt. Anschließend war sie als Fürsorgerin für die Arbeiterwohlfahrt im Unterbezirk Lippe tätig. Seit 1954 war sie Jugendfürsorgerin bei der Stadt Bielefeld. In den Jahren 1972 bis 1990 war sie stellvertretende Bundesvorsitzende der Arbeiterwohlfahrt, der sie schon seit 1950 angehört hatte.
Im Dezember 2004 gründete sie die Elfriede-Eilers-Stiftung mit Sitz in Bielefeld. Diese Stiftung hat den Zweck, neue Projekte im Bereich der Kinder-, Jugend-, Alten- und Behindertenhilfe zu fördern.
Bei ihrer Trauerfeier auf dem Bielefelder Sennefriedhof am 13. Juni 2016 würdigten sie der ehemalige SPD-Vorsitzende Franz Müntefering, der Vorstandsvorsitzende der Arbeiterwohlfahrt Wolfgang Stadler und der Bielefelder Oberbürgermeister Pit Clausen.
Der Nachlass von Elfriede Eilers wird im Stadtarchiv Bielefeld verwahrt. Neben persönlichen Unterlagen und privater Korrespondenz umfasst er Material zu Eilers Engagement für die Arbeiterwohlfahrt. Weitere Unterlagen, die vorrangig die politische Tätigkeit betreffen, befinden sich im Archiv der sozialen Demokratie der Friedrich-Ebert-Stiftung in Bonn.

## Partei
Ihre Eltern waren bereits in der SPD der Weimarer Republik aktiv. Sie engagierte sich nach dem Zweiten Weltkrieg zunächst in der Jugendarbeit der Falken und trat 1945 auch der SPD bei. Von 1966 bis 1977 war sie Mitglied des Bundesvorstandes der SPD, seit 1973 auch des Präsidiums. Ebenfalls von 1973 bis 1977 war sie Bundesvorsitzende der Arbeitsgemeinschaft sozialdemokratischer Frauen (ASF). In den Jahren 1979 bis 1993 war sie Mitglied der SPD-Kontrollkommission und von 1978 bis 1991 Bundesbeauftragte für Seniorenarbeit des SPD-Parteivorstandes. Im November 2005 wurde Elfriede Eilers zur Ehrenvorsitzenden des SPD-Bezirks Ostwestfalen-Lippe ernannt.

## Abgeordnete
Eilers gehörte dem Deutschen Bundestag von 1957 bis 1980 an. Sie wurde bei den Bundestagswahlen 1957, 1961, 1965 und 1969 über die Landesliste der SPD in Nordrhein-Westfalen gewählt. Bei den Bundestagswahlen 1972 und 1976 gewann sie das Direktmandat im Wahlkreis Bielefeld-Stadt.
Im Jahr 1969 wurde sie in den Fraktionsvorstand gewählt und vom 15. Dezember 1977 bis zu ihrem Ausscheiden aus dem Parlament war sie Parlamentarische Geschäftsführerin der SPD-Fraktion.
Von 1979 bis 1984 war Elfriede Eilers Mitglied des Stadtrates von Bielefeld.

## Ehrungen
- 1973: Verdienstkreuz 1. Klasse der Bundesrepublik Deutschland
- 1977: Großes Verdienstkreuz der Bundesrepublik Deutschland
- 1983: Großes Verdienstkreuz mit Stern der Bundesrepublik Deutschland
- Ehrenring der Stadt Bielefeld